# Gasteracantha fornicata
Gasteracantha fornicata là một loài nhện trong họ Araneidae.
Loài này thuộc chi Gasteracantha. Gasteracantha fornicata được Johan Christian Fabricius miêu tả năm 1775.

## Hình ảnh

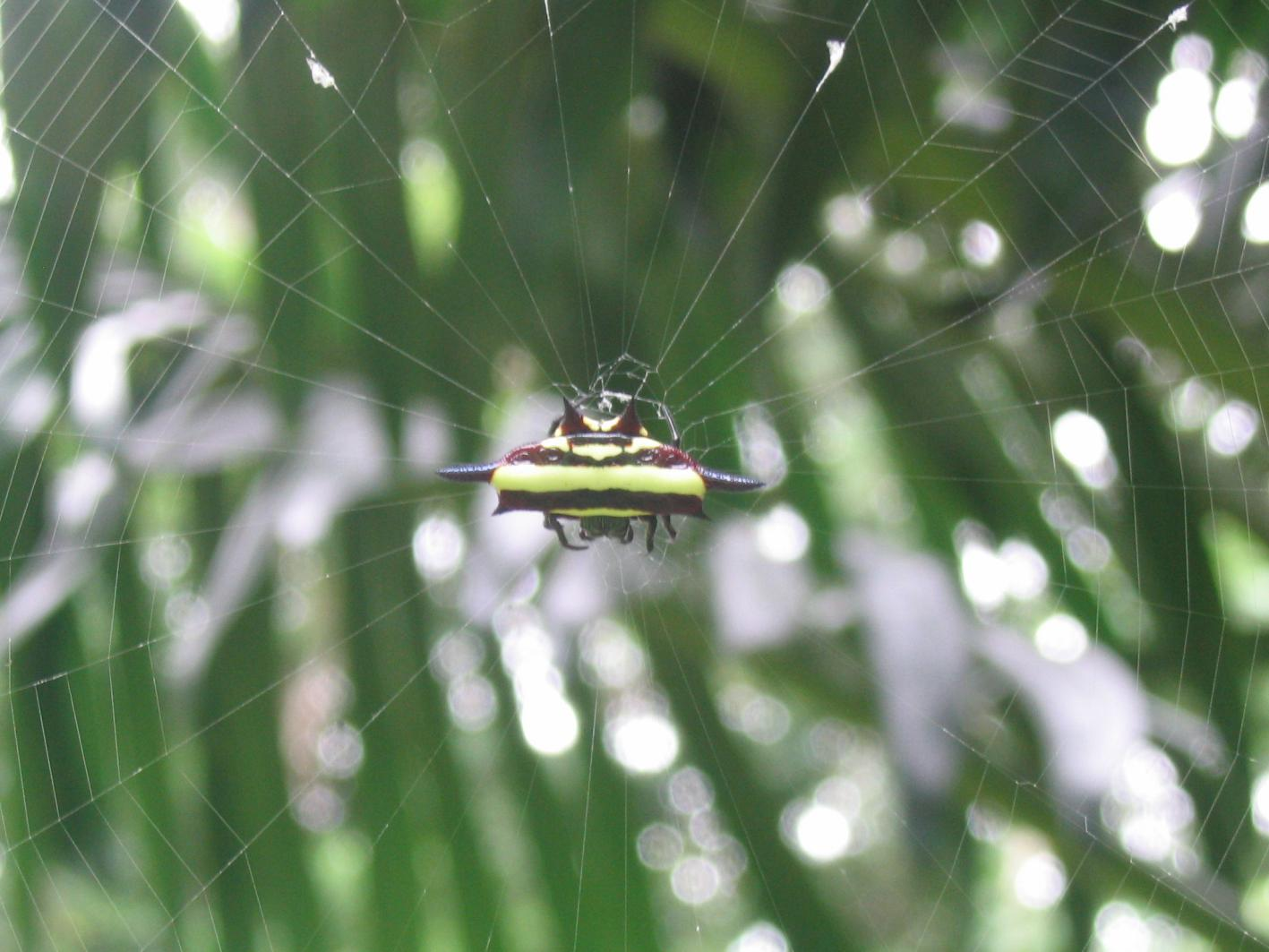